# マイケル・コールマン
マイケル・コールマン（英語: Michael Coleman, 1891年1月31日 - 1945年1月4日）は、アイルランド人のフィドル奏者。

## 若い頃
現在のアイルランドスライゴ県、バリーモート近くのキラヴィル(Killavil)地区ノックグラニア(Knockgrania)に生まれた。父ジェームズ・コールマン(James Coleman)はロスコモン県バナダ(Banada)の出身であり、優れたフルート奏者だった。マイケルはジェームズと母ベアトリス(Beatrice)の7番目の子である。双子だったが、もう一人の兄弟はすぐに亡くなった。
子供のころ彼はステップダンスとフィドルを習い、地元の家の中で演奏した。彼の兄ジム(Jim)もやはりフィドル演奏について高い評価を受けていたが一切録音は残っていない。この発達期にマイケルは、ジョニー・ゴーマン（Johnny Gorman）を含むイリアン・パイプス奏者から影響を受けた。
1908年、17歳の時に学校を去った。彼は1909年と1910年にスライゴー・フェシュ・キョール(Sligo Feis Ceoil)に出場しどちらも3位に入賞した。1914年、彼はマンチェスターに移って兄パットと同居したが、数か月後には戻ってきた。

## アメリカへの移住
1914年10月、23歳の時、コールマンは友人のジョン・ハント(John Hunt)と共にアメリカに渡った。初めに彼はローウェル (マサチューセッツ州) の叔母の家に住み、フィドルを弾きながら踊るパフォーマンスでキース劇場(Keith Theatres)の ヴォードヴィル巡業に参加した。1917年に彼はニューヨークに居を構え、モナハン県出身のメアリー・ファニング(Marie Fanning)と結婚した。メアリーとの間には一人の子供が生まれた。
1921年から1936年までの間、彼は多くのレコードレーベルでざっと80枚を数える78回転レコードを録音した。主なレーベルはシャノン（Shannon）、ヴォカリオン・レコード、コロムビア・レコード、オーケー・レコード、ニュー・リパブリック（New Republic）、Pathe、O'Beirne de Witt、ヴィクター・レコード、ブランズウィック・レコード、それにデッカ・レコードである。そのうちいくつかはIntrepid、コーラル・レコード、あるいはAce of Heartsといった別のレーベルで再発売された。彼は主にピアノ伴奏で弾いていたが、1934年の3枚の78回転レコードでは、テナーギター奏者Michael "Whitey" Andrewsの参加を受けている。
コールマンはスライゴーのフィドル奏法として今日知られている最も有名な奏者であり、その奏法は速く、鮮やかであり、そして左手の"ロール(rolls)"と右手の弓のトリプレットによる重厚な装飾によって特徴づけられている。ジェームズ・モリソン(James Morrison)、パディー・キローラン(Paddy Killoran)、パディ・スウィニー(Paddy Sweeney)はやはりニューヨークで1920年代から1930年代にかけてレコーディングを行い名を成したスライゴー出身のフィドル奏者である。これらのミュージシャンはベースとなるアプローチやたくさんのレパートリーを共有する一方で、奏法には特筆に値する違いが見られる。コールマンは特に広範にわたってメロディックな変奏を用いた。彼がよくセットに用いた"The Boys of the Lough"、"Bonny Kate"、"Lord Gordon's"といったチューンはアイリッシュフィドルの標準的なレパートリーの一部になった。
コールマンの録音のいくつかはイギリスのレーベルで再発売され他はアメリカからの輸入品としてアイルランドに流通し、スライゴーや各地のフィドル奏者の新しい世代に大きな影響を与えた。
コールマンはニューヨークで亡くなり、ブロンクス区のセント・レイモンズ墓地(St. Raymond's Cemetery)に埋葬された。

## 遺産
伝統的なフィドル奏法におけるコールマンの影響は非常に大きい。以降の全ての世代は直接的ないし間接的に彼の録音から影響を受けている。最も顕著に影響を受けたフィドル奏者には、ラッド・オバーン(Lad O'Beirne)、マーティン・ウィン(Martin Wynne)、ベン・レノン(Ben Lennon)、マーティン・バーンズ(Martin Byrnes)、その他多数が挙げられる。
1974年、生まれ故郷の近く、タバカリーからゴーティーン(Gorteen)への道の側に、コールマン伝統協会(Coleman Traditional Society)によって記念碑が建てられた。すぐ近くには音楽資料館であるコールマン・ヘリテージ・センター(Coleman Heritage Centre)と彼が住んでいた家の複製がある。この記念碑には以下の碑文が刻まれている。
"マイケル・コールマン。フィドルの巨匠。アイルランド伝統音楽の救世主。1891年にこの地の近くで生まれ、移住先で1945年に亡くなった。"

## ディスコグラフィー
- Irish Jigs and Reels - Coral LP CRL 57369
- The Enduring Magic (2004年)
- Michael Coleman 1891–1945: Ireland's Most Influential Traditional Musician of the 20th Century オリジナルはViva Voce カセット。Harry Bradshaw.によるリマスターにて、1992年にゲール＝リン・レコード（ゲール＝リン）からCDとして再リリース。
- (Various Artists) Past Masters of Irish Fiddle Music - Topic